# Amblyderus scabricollis
Amblyderus scabricollis is een keversoort uit de familie snoerhalskevers (Anthicidae). De wetenschappelijke naam van de soort is voor het eerst geldig gepubliceerd in 1847 door LaFerté-Sénectère.